# 더엔진
주식회사 더엔진은 스쿨룩스 브랜드로 유명한 학생복 제조 업체이다.